# (65675) Mohr-Gruber
(65675) Mohr-Gruber (1989 AG6) – planetoida z pasa głównego asteroid okrążająca Słońce w ciągu 5,69 lat w średniej odległości 3,18 j.a. Odkryta 11 stycznia 1989 roku.